# René Ghil

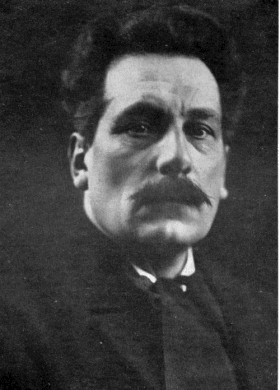
René Ghil

René Ghil (* 27. September 1862 in Tourcoing; † 15. September 1925 in Niort) war ein französischer symbolistischer Dichter und Dichtungstheoretiker.

## Leben und Werk
René Ghil besuchte in Paris das Lycée Fontanes (an dem Stéphane Mallarmé unterrichtete) zusammen mit Pierre Quillard, Éphraïm Mikhaël und Stuart Merrill, mit denen er unter dem Titel Le Fou (Der/Das Verrückte) ein poetisches Bulletin herausgab. 1884 kam er mit Mallarmé in Berührung und wurde Stammgast von dessen legendären Dienstagsversammlungen (les Mardis). 1885 veröffentlichte er sein berühmtestes Werk, die theoretische Schrift Traité du verbe, die 1886 mit einem Vorwort („avant-dire“) von Mallarmé erschien und später mehrfach überarbeitet wurde (2012 wieder aufgelegt). Darin ging es Ghil um die Beziehung von Kunst und Wissenschaft und die Schaffung einer naturwissenschaftlich begründeten Dichtung. Ghil blieb mit dieser Bemühung, die sich vom Symbolismus entfernte, allein. Court-Pérez bescheinigte ihm 1984, mehr Philosoph als Dichter gewesen zu sein.

## Werke (Auswahl)

### Dichtung
- Oeuvres complètes. 3 Bde. A. Messein, Paris 1938.
  - 1. Oeuvre. Première partie: Dire du mieux.
  - 2. Œuvre. Deuxième partie: Dire des sangs. Troisième partie: Dire de la loi.
  - 3. Légendes d’âmes et de sangs. Le Pantoun des pantoun. Poèmes séparés. En méthode à l’œuvre
- Le voeu de vivre et autres poèmes. Hrsg. Jean-Pierre Bobillot. Presses universitaires de Rennes, Rennes 2004. (mit CD)
- Chant dans l’espace & poèmes séparés. La Termitière, Toulon 2012.
- La preuve égoïste suivi de Le meilleur devenir. Poétisthme, 2021. (Vorwort von Camille Sova)

### Theorie
- Traité du verbe. États successifs, 1885, 1886, 1887, 1888, 1891, 1904. Hrsg. Tiziana Goruppi. A.-G. Nizet, Paris 1978.
- La tradition de poésie scientifique. Société littéraire de France, Paris 1920.
  - De la Poésie-Scientifique et autres écrits. Hrsg. Jean-Pierre Bobillot. ELLUG, Université Stendhal, Grenoble 2008.
- Les dates et les œuvres. Symbolisme et poésie scientifique. G. Crès, Paris 1922. Hrsg. Jean-Pierre Bobillot, ELLUG, Université Stendhal, Grenoble 2012.